# Ericeia dodo
Ericeia dodo är en fjärilsart som beskrevs av Pierre E.L. Viette 1975. Ericeia dodo ingår i släktet Ericeia och familjen nattflyn. Inga underarter finns listade i Catalogue of Life.